# Курганский троллейбус
Курганский троллейбус — один из видов общественного транспорта в городе Кургане в 1965—2015 гг. 13 сентября 2017 года МУП «ГЭТ» прекратил деятельность.

## Фотогалерея

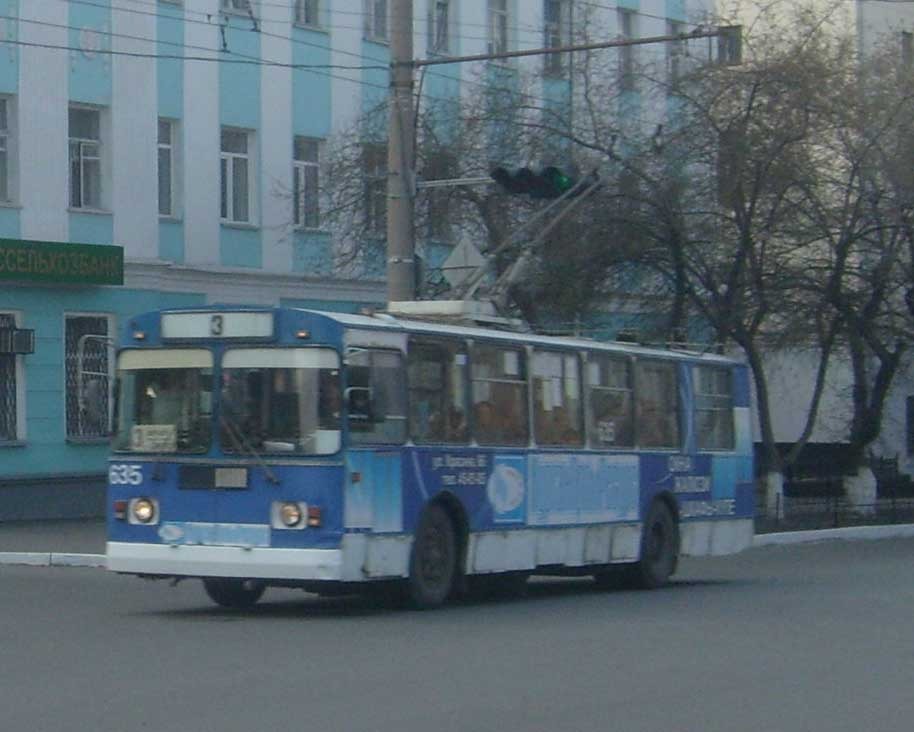
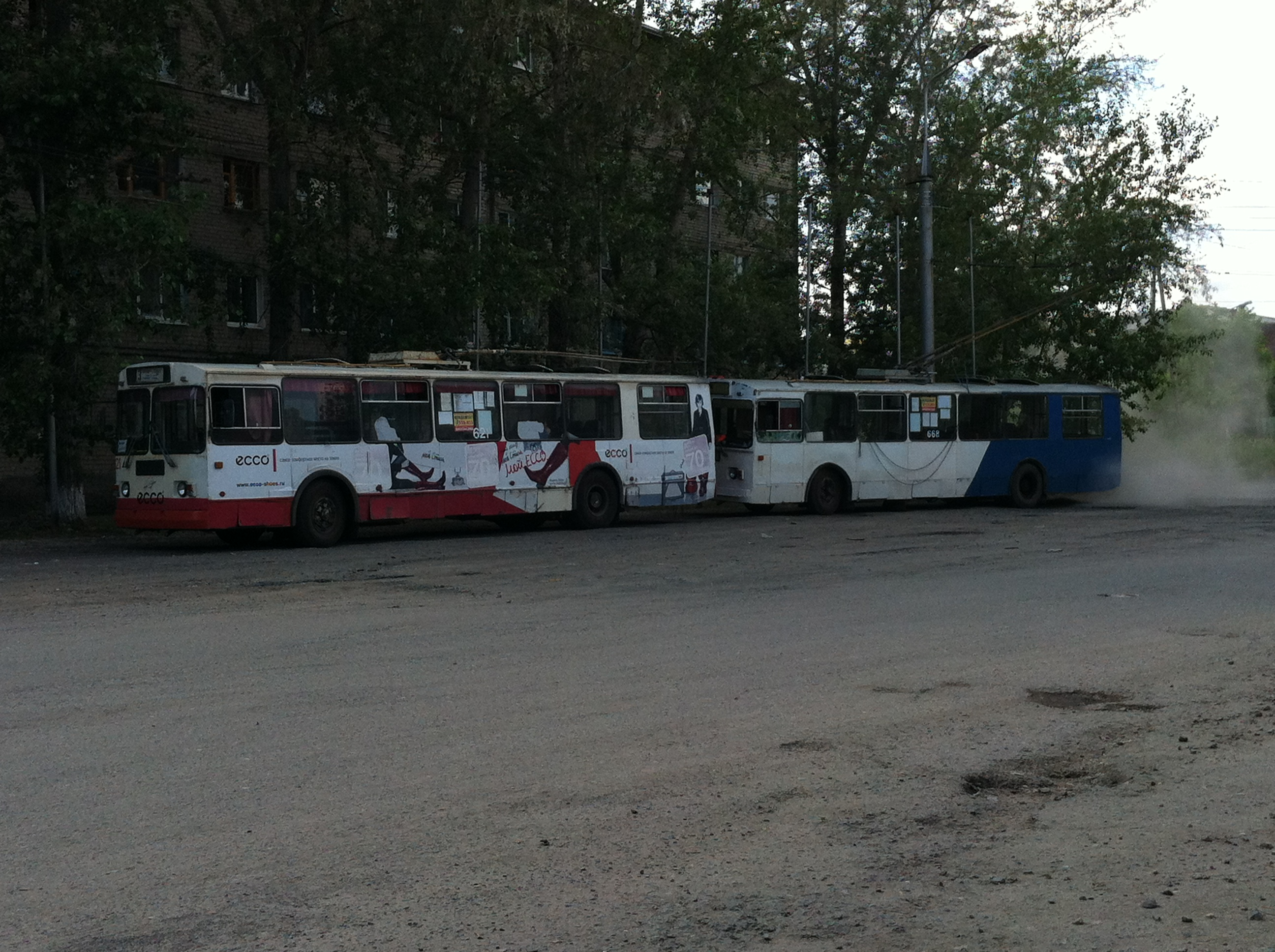

## История
23 ноября 1965 года в 16 часов 30 минут председатель Курганского горисполкома Г.С. Махалов перерезал алую ленточку на пути троллейбусов марки ЗИУ-5, выстроившихся в колонны близ Дворца культуры строителей. Здесь же прошёл митинг, посвященный окончанию строительства первой очереди троллейбусных линий. Митинг открыл Первый секретарь Курганского городского комитета КПСС М.П. Чумаков. Выступили главный инженер генподрядной строительной организации — УНР-3 В.И. Миропольский, прораб монтажного управления № 78 М.С. Макаров, начальник Курганского троллейбусного управления В.В. Филимонов. Троллейбусы приняли участников митинга — свыше 750 человек. Три машины пошли в сторону Уралсельмаша, три — в сторону КМЗ и Кургансельмаша.
Водители троллейбусов: А.М. Перусов, Е.И. Иванова, Ф.Ф. Жевлаков, В.К. Соболев, Н.К. Первухина и Н.С. Дорохова.
24 ноября 1965 года  с 6 часов утра в Кургане началась регулярная перевозка пассажиров троллейбусом по маршрутам «Курганхиммаш — Уралсельмаш» и «КМЗ — Уралсельмаш». В тот же день на линию вышли 4 троллейбуса марки ЗИУ-5. Именно с этого времени началось регулярное троллейбусное движение в Кургане.
К открытию троллейбусного движения в городе были построены две тяговые подстанции мощностью 3600 кВт. Протяженность контактной сети составляла 26,4 км. Троллейбусный парк насчитывал 10 машин. Движение осуществлялось по трем маршрутам: «КЗКТ — Химмаш», «КЗКТ — ЭМИ», «КЗКТ — КСМ». Троллейбусный парк насчитывал 10 машин и две тяговые подстанции общей мощностью 3600 кВт.
В 1968 году построили тяговую подстанцию № 3 мощностью 1800 кВт и 9,8 км троллейбусных линий.
В 1972 году была построена тяговая подстанция № 4, что позволило увеличить контактные линии на 10,6 км, их общая протяженность в 1972 году составила 46,8 км. Было пущено движение до комбината «Синтез», в аэропорт, до посёлка Сиреневый, в Заозёрный жилой массив. Улучшилось энергоснабжение троллейбусных маршрутов в районе КЗКТ.
В декабре 1992 года «Троллейбусное управление» и «Автоколонна-1855» были объединены в «Муниципальное Предприятие Городского Пассажирского Транспорта» (МПГПТ), эксплуатировавшее систему до июня 2006 года.
В 2005 году на 10 городских маршрутах ежедневно работали 55 троллейбусов. За один день этим видом транспорта перевозилось более 70 тысяч курганцев.
25 июня 2009 года, на замену ОАО «РАТ» и ООО «Троллейбусы Кургана» было создано МУП города Кургана «Городской электротранспорт» (МУП «ГЭТ»), эксплуатировавшее систему до её закрытия в 2015 году. МУП «ГЭТ» возглавляли: Лев Михайлович Сомов, Сергей Ананьевич Кудров, с июля 2014 — Алексей Викторович Кирпищиков, с 11 февраля 2015 по 21 июля 2015 — Николай Александрович Климюк.
К концу 2014 года предприятие накопило долги — около 100 миллионов рублей. Троллейбусное движение неоднократно прекращалось, затем возобновлялось вновь.
4 декабря 2014 года Муниципальное унитарное предприятие города Кургана «Городской электротранспорт» (ИНН 4501150942, ОГРН 1094501003662, юридический адрес: 640644, Курганская область, г. Курган, ул. Химмашевская, д. 8) обратилось в Арбитражный суд Курганской области с заявлением о признании его несостоятельным (банкротом), введении в отношении него процедуры наблюдения. 14 января 2015 года возбуждено дело № А34-7602/2014 о несостоятельности (банкротстве). На 12 января 2015 года МУП «ГЭТ» имело задолженность по налоговым платежам в сумме 470658,87 руб. Временным управляющим должника утверждён арбитражный управляющий Плешков Андрей Владимирович.
По состоянию на апрель 2015 года на трех действовавших маршрутах курсировало около 20 троллейбусов.
29 апреля 2015 года в 10 часов троллейбусное движение Кургане было приостановлено до особого распоряжения, а затем окончательно закрыто ввиду отключения тяговой подстанции № 2, принадлежащей одному из частных перевозчиков, который через суд требовал выплатить деньги за её аренду. Из-за её отключения троллейбусы могли ходить только по маршруту «1-й микрорайон – Химмаш».
21 июля 2015 года Арбитражный суд Курганской области вынес вердикт о введении конкурсного производства сроком на шесть месяцев, до 21 января 2016 года. На 3 июня 2015 года общая сумма кредитов, включённых в реестр требований кредиторов составляла 74996574,08 руб.
К ноябрю 2015 года все сотрудники МУП «Городской электротранспорт» за исключением 4-х человек службы энергохозяйства, диспетчеров, бухгалтера и кассира были уволены в виду ликвидации предприятия.
21 января 2016 года, 21 июля 2016 года и 19 января 2017 года Арбитражный суд Курганской области рассматривал отчёт конкурсного управляющего Плешкова А.В. Срок конкурсного производства в отношении Муниципального унитарного предприятия города Кургана «Городской электротранспорт» (ИНН 4501150942, ОГРН 1094501003662) продлён до 21 июля 2017 года.
Оценка имущества проведена 14 декабря 2015 года, рыночная стоимость имущества составила 132 214,244 тыс. руб. (основные средства).
7 июля 2016 года 45 из 50 троллейбусов были проданы за 3,8 миллиона рублей Денису Ягфаровичу Ишкаеву, 10 июля 2016 года все троллейбусы Д. Ишкаев выставил на продажу по цене 150 тыс. рублей за штуку, но впоследствии утилизировал. В августе 2016 года 5 троллейбусов ВМЗ-52981 «Авангард 5298-0000010», несколько автомобилей, грузовой фургон и грузовой самосвал купил Рашид Ягфарович Ишкаев, брат Дениса.
В июле 2016 года тяговые подстанции и контактную сеть купил Владимир Михайлович Лисицын за 85717,2 тыс. руб. В сентябре 2016 года контактная сеть, за исключением кронштейнов и растяжек, полностью демонтирована.
К январю 2017 года имущество должника реализовано на общую сумму 95 661,23 тыс. руб. Конкурсным управляющим решается вопрос о передаче кредиторам имущества (недвижимое имущество, оборудование) должника, не реализованного в ходе проведения торгов в рамках конкурсного производства.
В июле 2017 года 5 троллейбусов ВМЗ-52981  «Авангард» были проданы троллейбусному предприятию города Ленинск-Кузнецкий.
13 сентября 2017 года МУП «ГЭТ» прекратил деятельность в связи с его ликвидацией на основании определения арбитражного суда о завершении конкурсного производства от 26 июля 2017 года. Имущество должника реализовано на общую сумму 103 783,643 тыс. руб. Требования кредиторов первой очереди отсутствуют, требования второй очереди составляют 16 172 219 руб. 24 коп., требования третьей очереди составляют 63 610 890 руб. 84 коп. Требования второй очереди погашены в полном объёме 04.08.2016, частично погашены требования кредиторов третьей очереди — на сумму 61 080 534 руб. 89 коп. (96,02%).

## Маршрутная сеть
| №  | Маршрут                       | Путь следования |
| -- | ----------------------------- | --- |
| 1  | пос. Сиреневый — Ж.-д. вокзал | Ул. Лесопарковая — ул. Карбышева — просп. Машиностроителей — ул. Пролетарская — ул. Куйбышева — ул. Красина — пл. Слосмана                    |
| 2  | Завод Химмаш — ОАО Синтез     | Ул. Химмашевская — просп. Машиностроителей — ул. Пролетарская — ул. Коли Мяготина — просп. Конституции                                        |
| 3  | Аэропорт — ОАО Синтез         | Ул. Гагарина — ул. Куйбышева — ул. Красина — пл. Слосмана — пл. Валерия Собанина — ул. Рихарда Зорге — ул. Коли Мяготина — просп. Конституции |
| 4  | 1-й мкр. — Ж.-д. вокзал       | Ул. Мостостроителей — просп. Маршала Голикова — просп. Машиностроителей — ул. Пролетарская — ул. Куйбышева — ул. Красина — пл. Слосмана       |
| 5  | 1-й мкр. — Аэропорт           | Ул. Мостостроителей — просп. Маршала Голикова — просп. Машиностроителей — ул. Пролетарская — ул. Куйбышева — ул. Гагарина                     |
| 6  | 1-й мкр. — ул. Невежина       | Ул. Мостостроителей — просп. Маршала Голикова — просп. Машиностроителей — ул. Пролетарская — ул. Коли Мяготина — ул. Невежина                 |
| 7  | 1-й мкр. — п. Сиреневый       | Ул. Мостостроителей — просп. Маршала Голикова — просп. Машиностроителей — ул. Карбышева — ул. Лесопарковая                                    |
| 8  | 1-й мкр. — Завод Химмаш       | Ул. Мостостроителей — просп. Маршала Голикова — просп. Машиностроителей — ул. Химмашевская                                                    |
| 9  | пос. Сиреневый — Завод Химмаш | Ул. Лесопарковая — ул. Карбышева — просп. Машиностроителей — ул. Химмашевская                                                                 |
| 10 | Аэропорт — Завод Химмаш       | Ул. Гагарина — ул. Куйбышева — ул. Пролетарская — просп. Машиностроителей — ул. Химмашевская                                                  |